# Tasktjärnen, Jämtland
Tasktjärnen är en sjö i Bräcke kommun i Jämtland och ingår i Ljungans huvudavrinningsområde.